# Canelinha
Canelinha est une ville brésilienne de l'est de l'État de Santa Catarina.

## Généralités
Elle possède une des plus grandes pistes de moto-cross d'Amérique du Sud, actuellement aménagée pour servir également aux automobiles. On y trouve également un point de pratique de vol libre. En septembre de chaque année, un festival national de rodéo y attire plus de 35 000 spectateurs.

## Géographie
Canelinha se situe à une latitude de 27° 15′ 54″ sud et à une longitude de 48° 46′ 04″ ouest, à une altitude de 17 mètres. Sa population était de 10 603 habitants au recensement de 2010. La municipalité s'étend sur 151 km2.
Elle fait partie de la microrégion de Tijucas, dans la mésorégion du Grand Florianópolis.

## Villes voisines
Canelinha est voisine des municipalités (municípios) suivantes :
- Brusque
- Camboriú
- Tijucas
- Biguaçu
- São João Batista
- Nova Trento